# Dominique-François Sébire
Dominique-François Sébire de Longpré dit l'aîné, né à Saint-Malo le 25 septembre 1717, mort à Saint-Malo le 4 floréal an IV (23 avril 1796), est un armateur français. Il est le dernier maire de Saint-Malo sous l'ancien régime de 1786 à 1789.

## Biographie
Dominique-François Sébire est le fils aîné de Gilles-François Sébire sieur de Longpré (1689-1759) « Négociant Bourgeois de St Malo »  et de Julienne Véronique Le Marchand (1̟697- ?). Il naît à Saint-Malo le 25 septembre 1717. Il est armateur, et subrècargue en Chine comme son père. En 1775, il fut élu député des négociants de Saint-Malo au bureau du commerce.  Le 17 février 1786, le roi Louis XVI le nomme maire et colonel de la milice bourgeoise de Saint-Malo. En 1788, il payait 66 1. de capitation et, en 1781, 3 1. de vingtièmes d'industrie. Il devait terminer à la fin du mois de décembre 1788 ses trois années d'administration, et, le 15 de ce mois, il demanda à la communauté de ville de désigner, suivant l'usage, trois candidats à sa succession; on insista pour qu'il continuât ses fonctions; il s'excusa du mauvais état de sa santé, mais on le supplia derechef de rester en fonctions, afin de confirmer de cette manière la délibération prise le 15 décembre et il finit par accéder à ce désir jusqu'au 17 février 1789. Le 9 août 1788, il avait été désigné par la communauté de ville pour la représenter au bureau de correspondance qui venait d'être établi à Saint-Malo pour le diocèse. Le 25 juillet 1789, l'assemblée de la municipalité se transforme en conseil permanent sous la présidence du maire à partir d'août puis pendant ses absence sous celles de  Louis Blaize de Maisonneuve, Jean de Varennes et Jean Le Cudenet. Le conseil gère la cité jusqu'à l'élection de Claude Guy Louvel « 1er maire constitutionnel », le 10 février 1790. Dominique-François Sébire se retire de la vie publique jusqu'à sa mort à Saint-Malo à l'âge de 78 ans.